# آماندا فورمن (هنرپیشه زن)
آماندا فورمن (انگلیسی: Amanda Foreman؛ زادهٔ ۱۵ ژوئیهٔ ۱۹۶۶) یک هنرپیشه اهل ایالات متحده آمریکا است. 
او در فیلم آسمان‌خراش بازی کرده است.